# Liste des maires de Courbevoie
Liste des maires de Courbevoie, commune française du département des Hauts-de-Seine de la région Île-de-France.

## Liste des maires
| Période                                                          | Identité                                                                               | Portrait          | Parti                                         | Qualité |
| ---------------------------------------------------------------- | -------------------------------------------------------------------------------------- | ----------------- | --------------------------------------------- | --- |
| de 1790 à 1792                                                   | Jacques Colombier (1766, Courbevoie ; 1808, Courbevoie)                                |                   |                                               | Vigneron (1791) |
| de 1792 à 1795                                                   | Nicolas Romain (1746, Épiais-lès-Louvres, Val-d'Oise ; 1800, Courbevoie)               |                   |                                               | Maçon (1778) Maître maçon (1779) Maçon entrepreneur de bâtiment (1800) |
| de 1795 à 1800                                                   | Edmé Antoine Gallez (1754, Montfey, Aube ; 1817, Courbevoie)                           |                   |                                               | Marchand de vin en gros (1794) |
| de 1800 à octobre 1818                                           | Antoine Le Fricque (1764, Courbevoie ; 1852, Paris 2e ancien)                          |                   |                                               | Notaire - Certificateur nommé par l'Empereur (1811) Notaire honoraire (1852) |
| d'octobre 1818 à février 1826                                    | Joseph Louis Derbanne (1762, Paris-paroisse Saint-Roch ; 1840, Versailles)             |                   |                                               | Agent de change (1805) Ancien agent de change (1828) |
| de février 1826 à avril 1830                                     | Nicolas Rousselot (1778, Langres ; 1832, Courbevoie)                                   |                   |                                               | Marchand (1808) Greffier de la justice de paix du canton de Nanterre (1818) Juge de paix du canton de Courbevoie (1832) |
| d'avril 1830 au 2 août 1830                                      | Jean Baptiste François Chevalier (1772, Paris ; 1830, Paris 7e ancien)                 |                   |                                               | Employé aux subsistances militaires (1798) Marchand de toiles (1827) Rentier (1830) |
| du 2 août 1830 au 29 avril 1840                                  | Jacques Grébaut (ca 1785, Paris ; 1840, Courbevoie)                                    |                   |                                               | Chef de bureau à l'administration des Droits réunis (1813) Notaire (1829) |
| du 29 avril 1840 à 1845                                          | Désiré Maurenq (1797, Paris 1er ancien ; 1866, Douadic, Indre)                         |                   |                                               | Propriétaire (1835) Agent de change honoraire (1866) |
| de 1845 au 26 août 1865                                          | Constant Sébastien Grébaut (1809, Pont-Sainte-Maxence, Oise ; 1868, Neuilly-sur-Seine) |                   |                                               | Clerc de notaire (1838) Notaire (1840) |
| du 26 août 1865 au 7 février 1872                                | Charles Blondel, (1807, Paris 7e ancien ; 1877, Ivry-sur-Seine)                        |                   |                                               | Assistance publique des Hôpitaux de Paris : * inspecteur général * directeur général * directeur honoraire (1874) |
| du 7 février 1872 à novembre 1873                                | Jean-François Durenne, (1821, Paris 8e ancien ; 1909, Paris 17e)                       |                   |                                               | Ingénieur mécanicien (1847) Fabricant de chaudières à vapeur (1848) Négociant (1859) Ingénieur-constructeur (1880) Ingénieur civil (1909)                                                                                           |
| de novembre 1873 au 20 février 1874                              | Jean-Baptiste Weis (1825, Dijon ; 1896, Lesmont, Aube)                                 |                   |                                               | Notaire (1851, 1863, 1872) Administrateur de la caisse d'épargne de Paris (1861) Fondateur et président d'une société de secours mutuel à Courbevoie (1864-1876) Suppléant du juge de paix de Courbevoie (1867-1875) Rentier (1896) |
| du 20 février 1874 au 12 février 1878                            | Auguste Colas (1830, Metz ; 1910, Montrouge)                                           |                   |                                               | Mécanicien (1853) Ancien directeur d'atelier à Niederbronn (1858) Ingénieur civil (1858) Fabricant de roues (1858) Négociant (1863) Juge civil (1902)                                                                               |
| du 12 février 1878 à octobre 1878                                | Frédéric Bourgin (1824, Tours ; 1893, Paris 8e)                                        |                   |                                               | Commis marchand (1851) Manufacturier (1870) Rentier (1893) |
| d'octobre 1878 au 19 mai 1888                                    | Auguste Bailly, (1826, Paris 10e ancien ; 1900, Courbevoie)                            |                   |                                               | Secrétaire général de l'Assistance publique des Hôpitaux de Paris (1875) |
| du 19 mai 1888 au 15 mai 1892                                    | Antoine Rolland (1847, Toulon ; 1892, Courbevoie)                                      |                   |                                               | Pharmacien (1875) |
| du 15 mai 1892 au 27 janvier 1894                                | Jules Lefèvre, (1837, Courbevoie ; 1927, Montcresson, Loiret)                          |                   |                                               | Marchand de fourrage (1864) Ancien juge au Tribunal de commerce de la Seine (1902) Fondateur d'associations syndicales, philanthropiques et mutuelles                                                                               |
| du 27 janvier 1894 à mai 1896                                    | François Le Chippey (1836, Saint-Jean-des-Baisants, Manche ; 1907, Courbevoie)         |                   |                                               | Employé (1871) Représentant de commerce (1891) Propriétaire (1897) |
| de mai 1896 à mai 1908                                           | Léon Boursier (1853, Courbevoie ; 1925, Saint-Valery-en-Caux, Seine-Maritime)          |                   |                                               | Entrepreneur de couverture (1879) Ancien entrepreneur (1902) Propriétaire (1925) |
| de mai 1908 à décembre 1919                                      | Charles Méring (1859, Valenciennes ; 1922, Vaulnaveys-le-Haut, Isère)                  |                   | Républicain indépendant Républicain de gauche | Importateur et exportateur de céréales (1886) Négociant en grains (1898) Président de la Manufacture des tabacs de l'Indochine (1908)                                                                                               |
| de décembre 1919 à octobre 1920                                  | Augustin Loiseau (1859, Saint-Michel-de-Chavaignes, Sarthe ; 1925, Courbevoie)         |                   |                                               | Employé de commerce (1902) |
| d'octobre 1920 à mai 1925                                        | Honoré Victor (1863, Fréjus ; 1942, Nice)                                              |                   |                                               | Industriel (1914) Décorateur (1921) Treillageur (1926) |
| de mai 1925 à septembre 1927                                     | Pierre Fouquart (1864, Trie-Château, Oise ; 1932, Cannes,)                             |                   |                                               | Garçon limonadier (1885) Ouvrier bonnetier (1887) Homme de lettres (1908) |
| de septembre 1927 à juillet 1944                                 | André Grisoni (1886, Moltifao, Haute-Corse ; 1975, Courbevoie)                         |                   | Radical-socialiste puis Radical indépendant   | Clerc de notaire (1911) Homme politique |
| de septembre 1944 au 26 octobre 1947                             | Gabriel Roche, (1900, Alfortville ; 1977, Courbevoie)                                  |                   | SFIO                                          | Ingénieur agricole (1927) |
| du 26 octobre 1947 au 20 décembre 1954                           | Marius Guerre (1890, Nîmes ; 1958, Courbevoie)                                         |                   |                                               | Officier d'administration (1917) Capitaine au 107e régiment d'artillerie (1936) Ingénieur conseil (1941) Lieutenant-colonel en retraite (1958)                                                                                      |
| du 26 janvier 1955 au 15 mars 1959                               | Gabriel Roche, (1900, Alfortville ; 1977, Courbevoie)                                  |                   | SFIO                                          | Ingénieur agricole (1927) |
| du 26 mars 1959 au 18 juin 1995                                  | Charles Deprez (1918, Tours ; 2011, Suresnes)                                          |                   | Républicains indépendants, puis UDF-PR        | Mécanicien (1939) Dirigeant de société |
| depuis le 25 juin 1995 Réélu de 2014 à 2020 Réélu de 2020 à 2026 | Jacques Kossowski (1940, Paris 14e - )                                                 | Jacques Kossowski | RPR puis UMP                                  | Dirigeant d'entreprise |

## Galerie de photographies

Tombes des anciens maires de Courbevoie
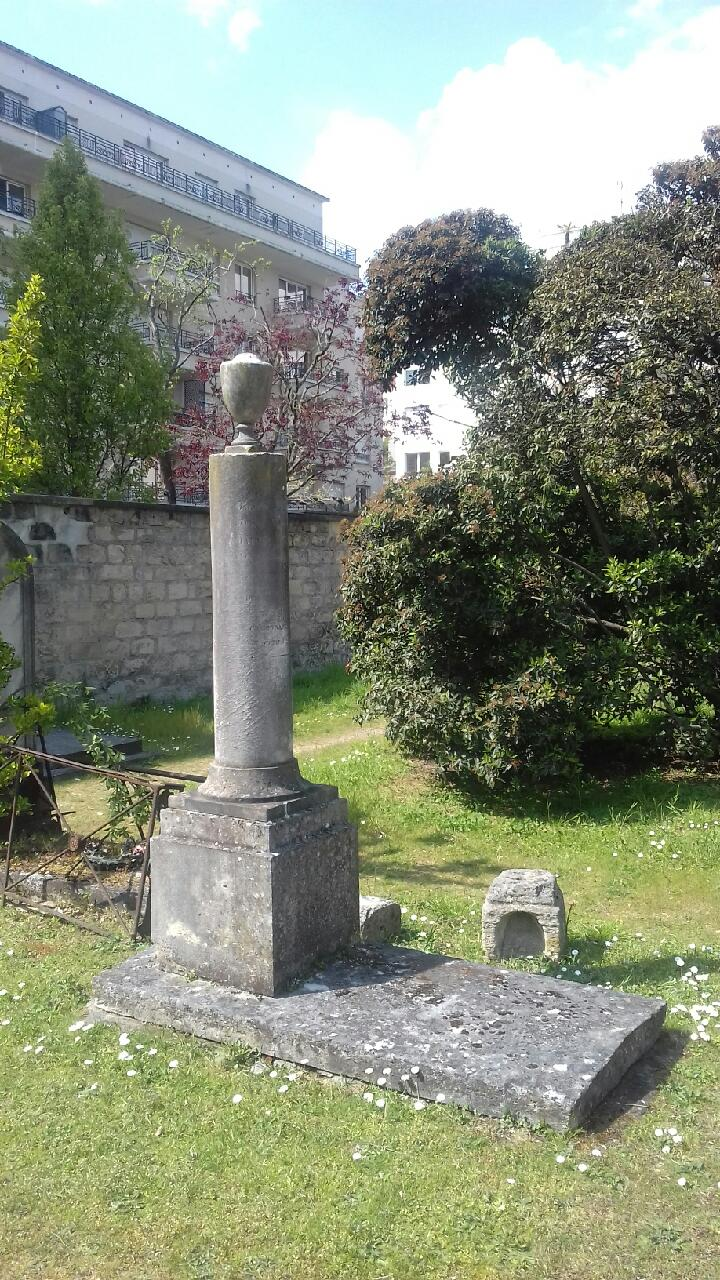
Jacques Grébaut. Courbevoie, Ancien cimetière.
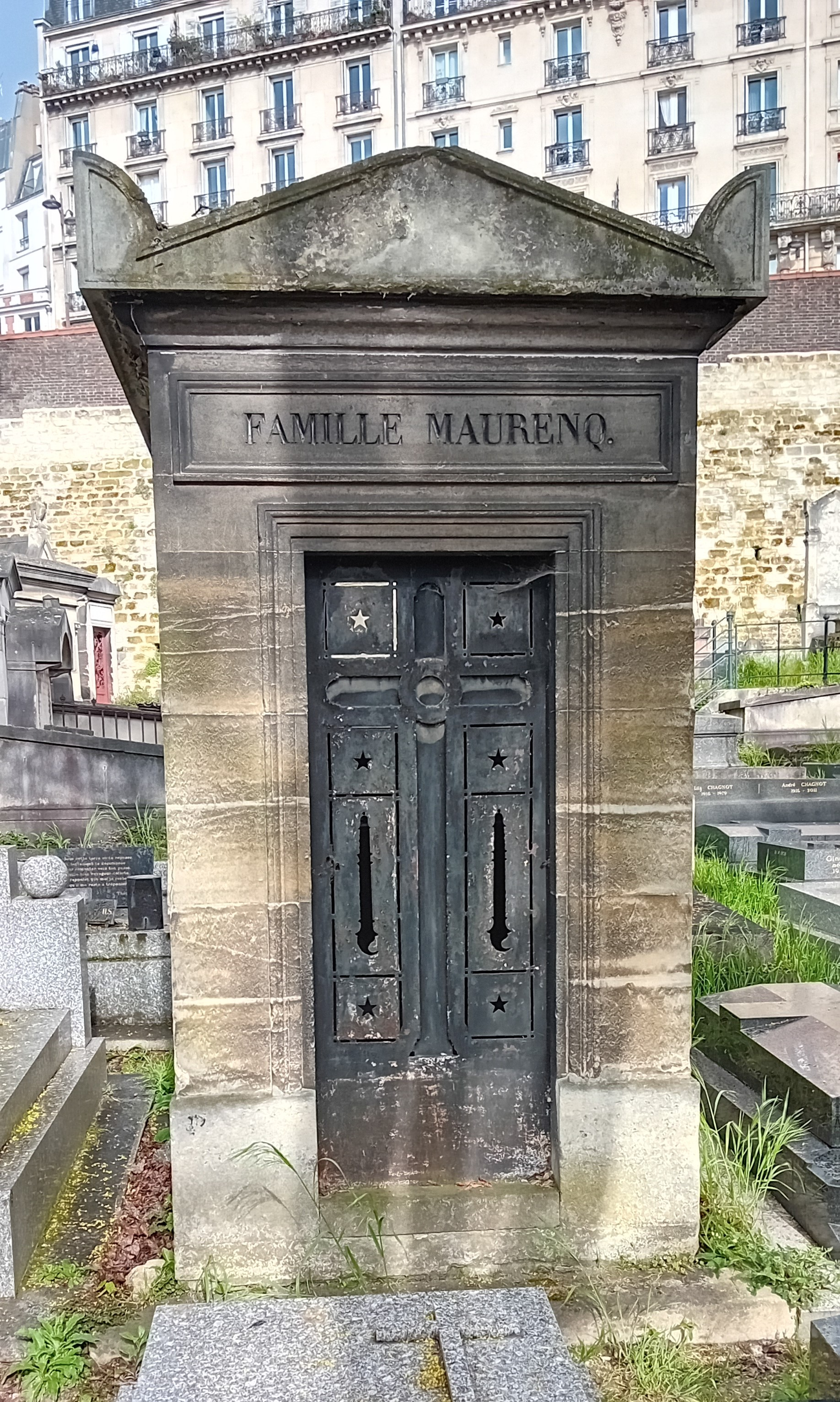
Désiré Maurenq. Paris, Montmartre, 2e division.
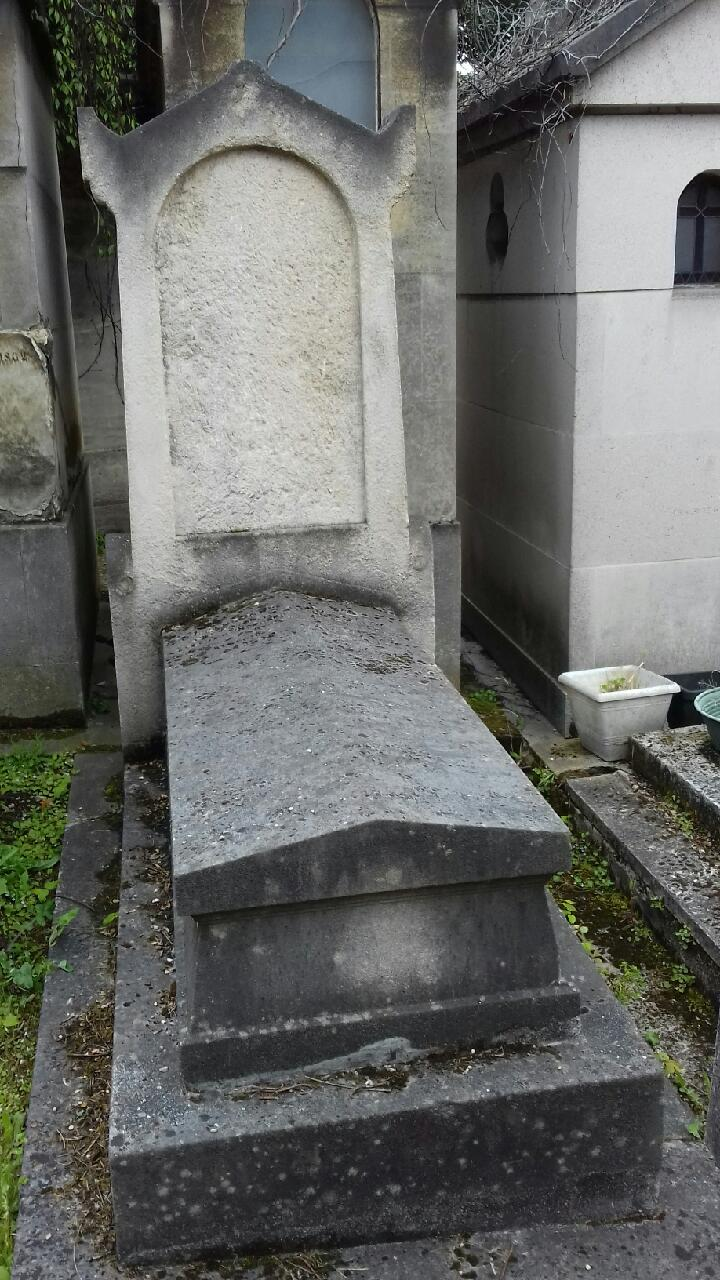
Charles Blondel. Paris, Montmartre, 17e division.
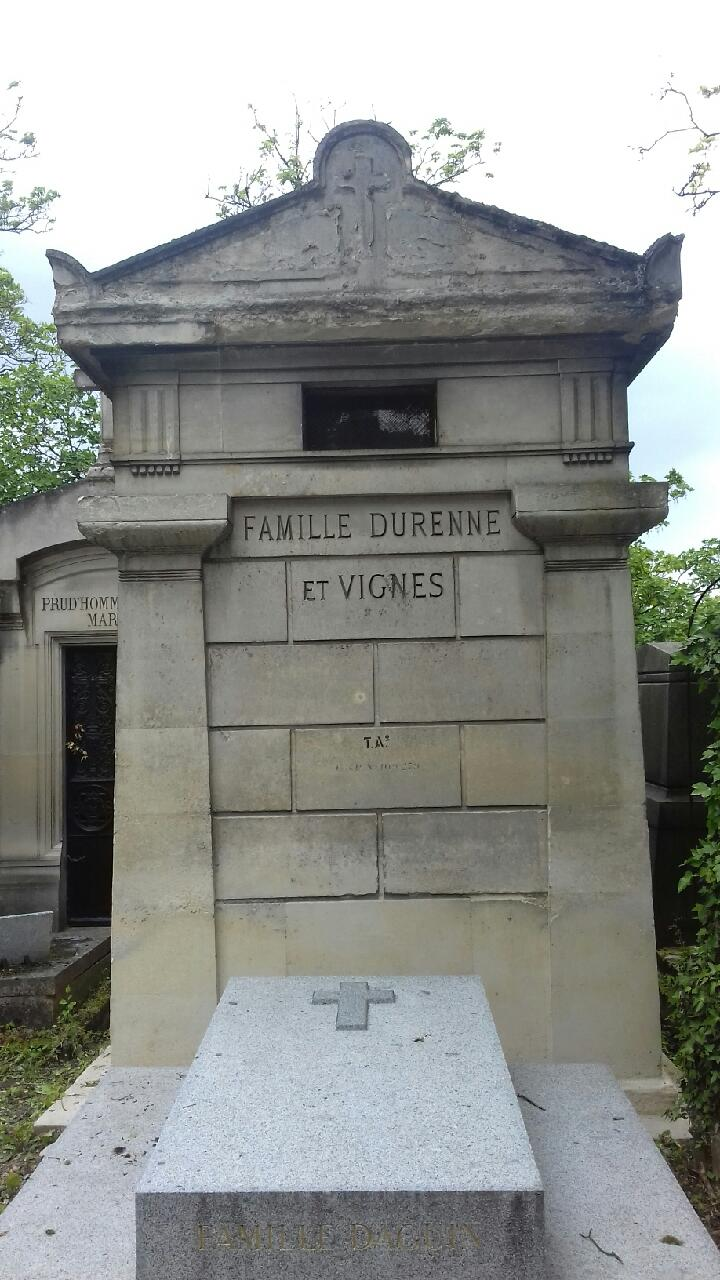
Jean-François Durenne. Paris, Père-Lachaise, 26e division.
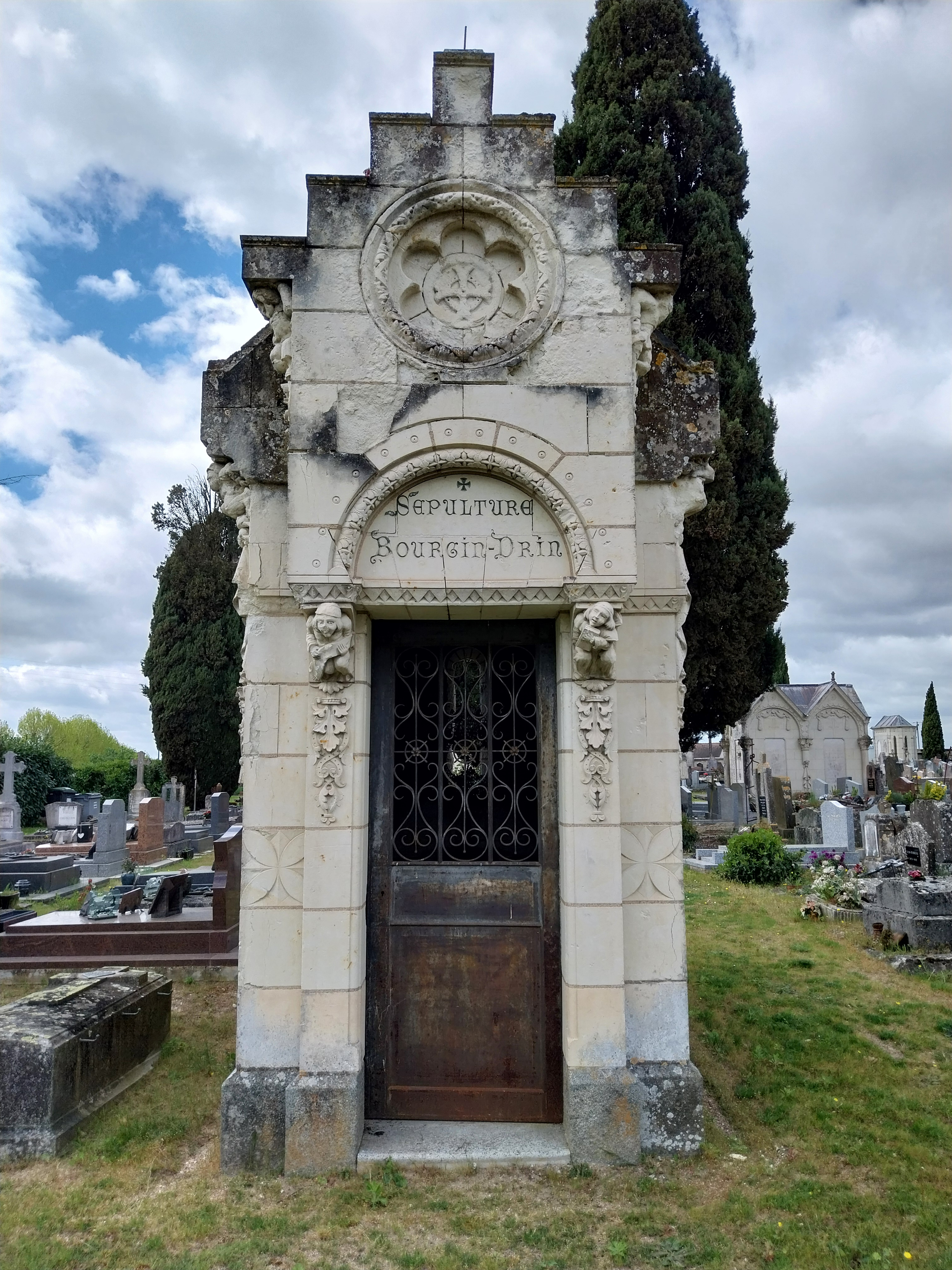
Frédéric Bourgin. Chinon, carré B.
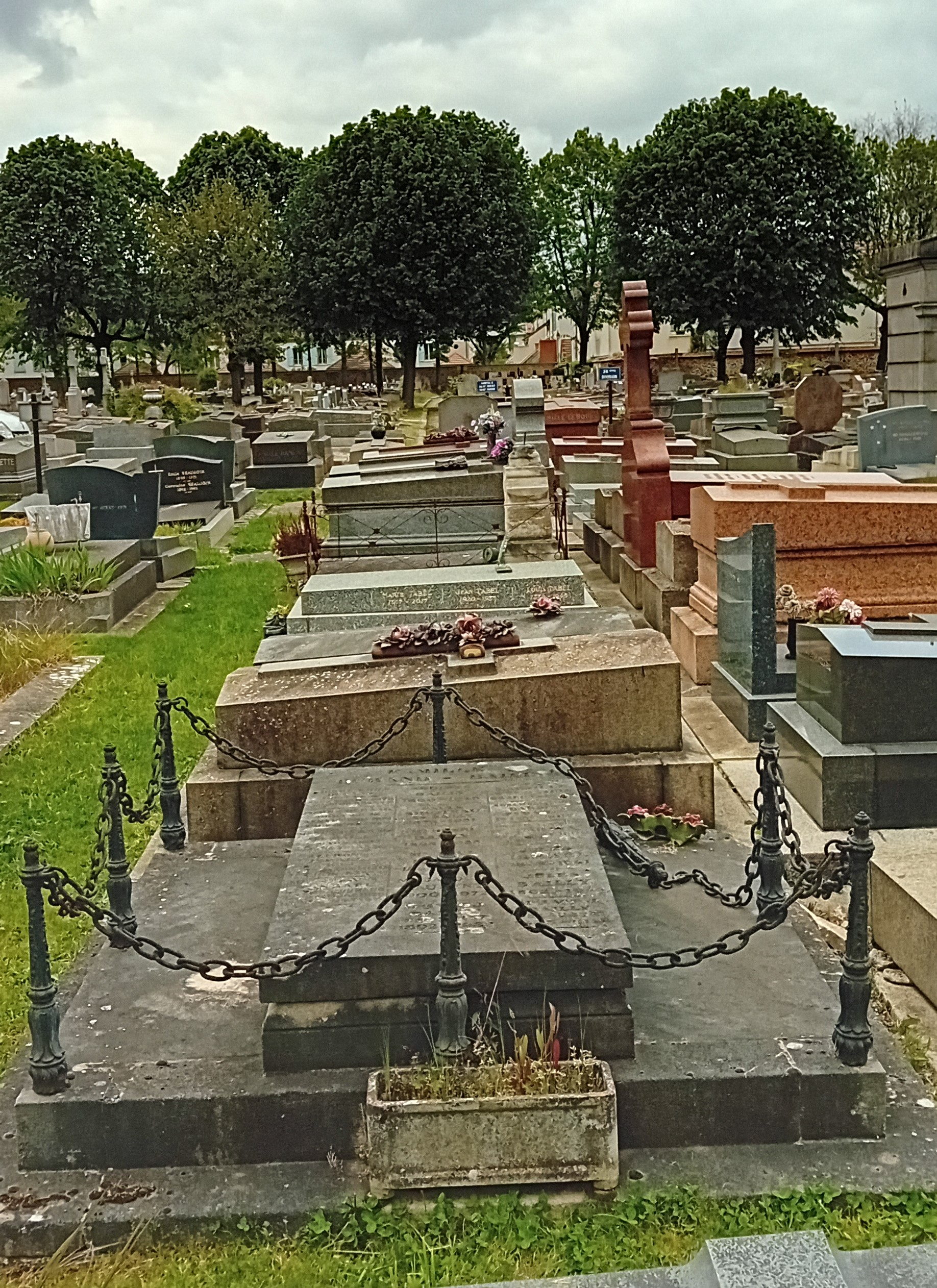
Auguste Bailly. Asnières/Seine, ancien cimetière, 17e division.
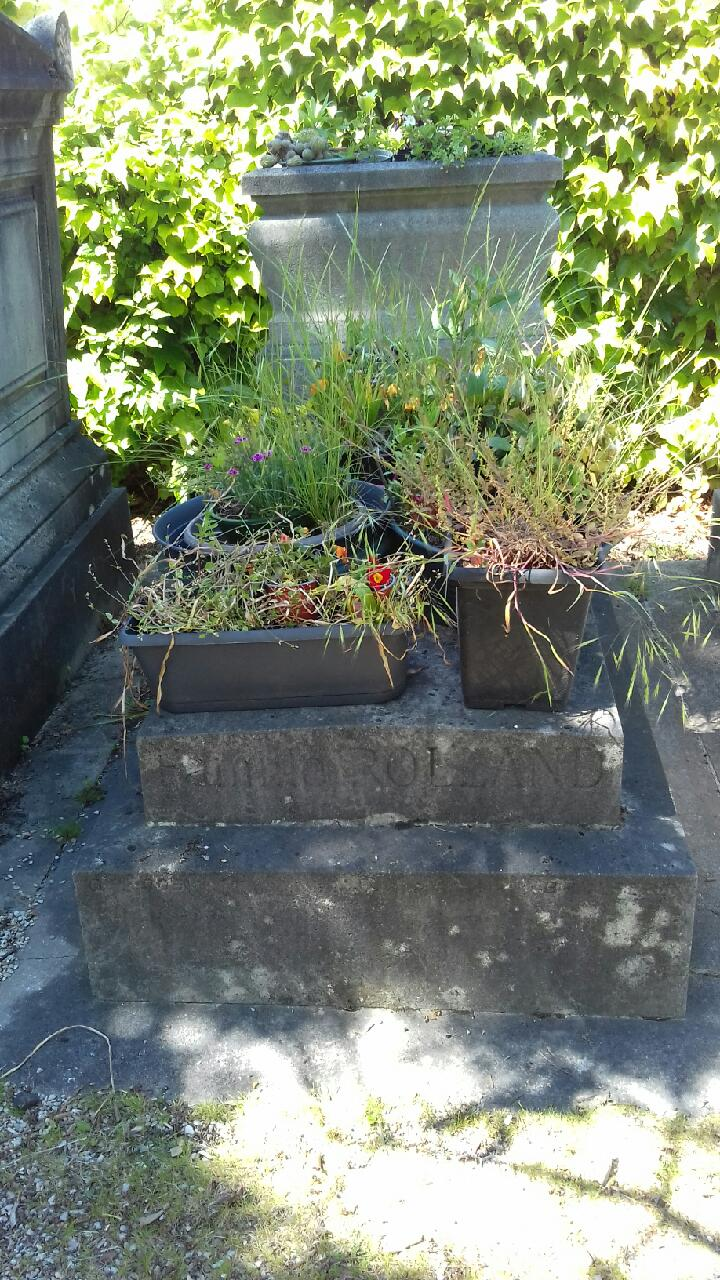
Antoine Rolland. Courbevoie, Fauvelles, allée du Nord.
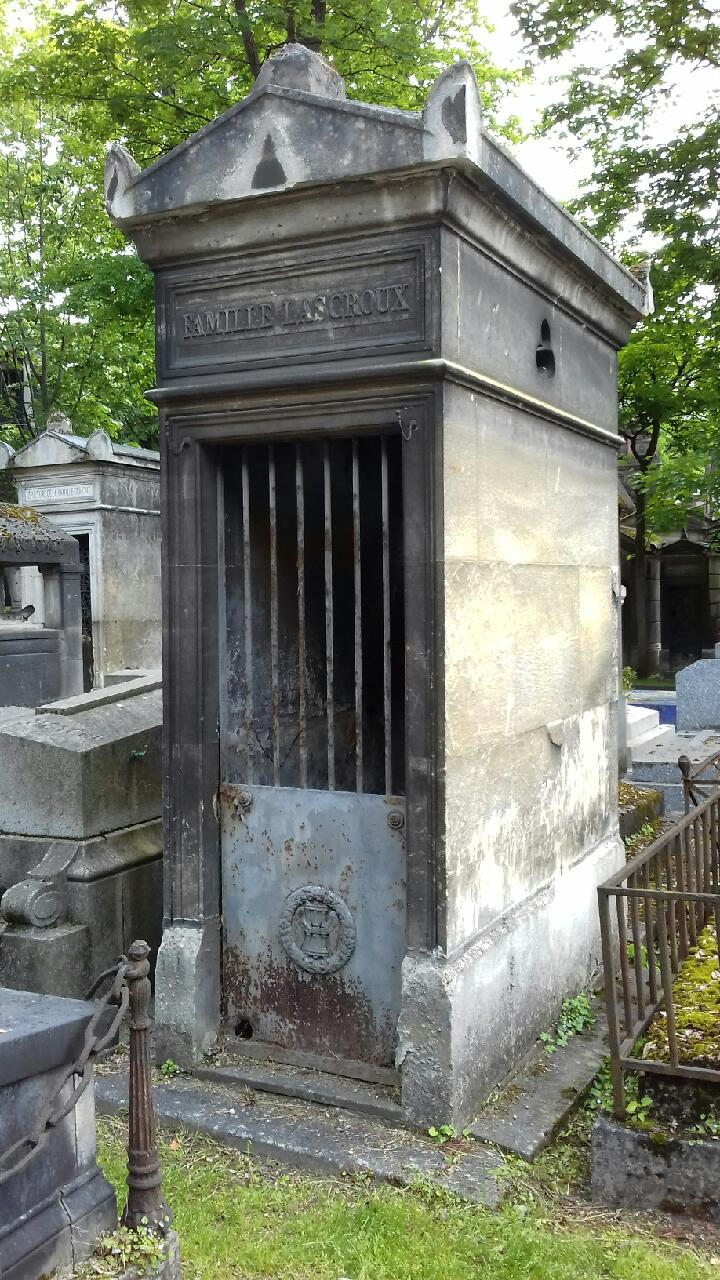
Jules Lefèvre. Paris, Montmartre, 5e division.
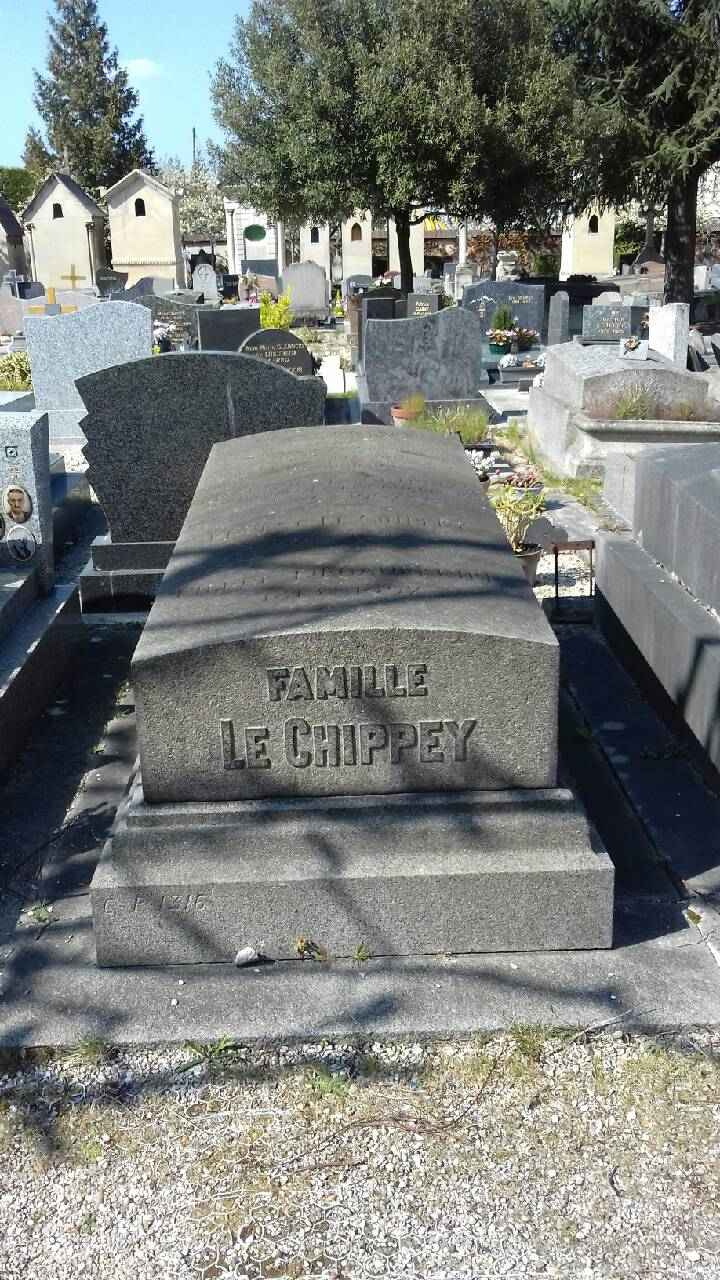
François Le Chippey. Courbevoie, Fauvelles, division A.

- Désiré
Maurenq.
Paris,
Montmartre,
2e division.
- Charles
Blondel.
Paris,
Montmartre,
 17e division.
- Jean-François
Durenne.
Paris,
Père-Lachaise,
 26e division.
- Frédéric Bourgin.
Chinon,
carré B.
- Auguste Bailly. 
Asnières/Seine, ancien cimetière,
17e division.
- Antoine
Rolland.
Courbevoie,
Fauvelles,
allée du Nord.
- Jules
Lefèvre.
Paris,
Montmartre,
5e division.
- François
Le Chippey.
Courbevoie,
Fauvelles,
division A.

Tombes des anciens maires de Courbevoie
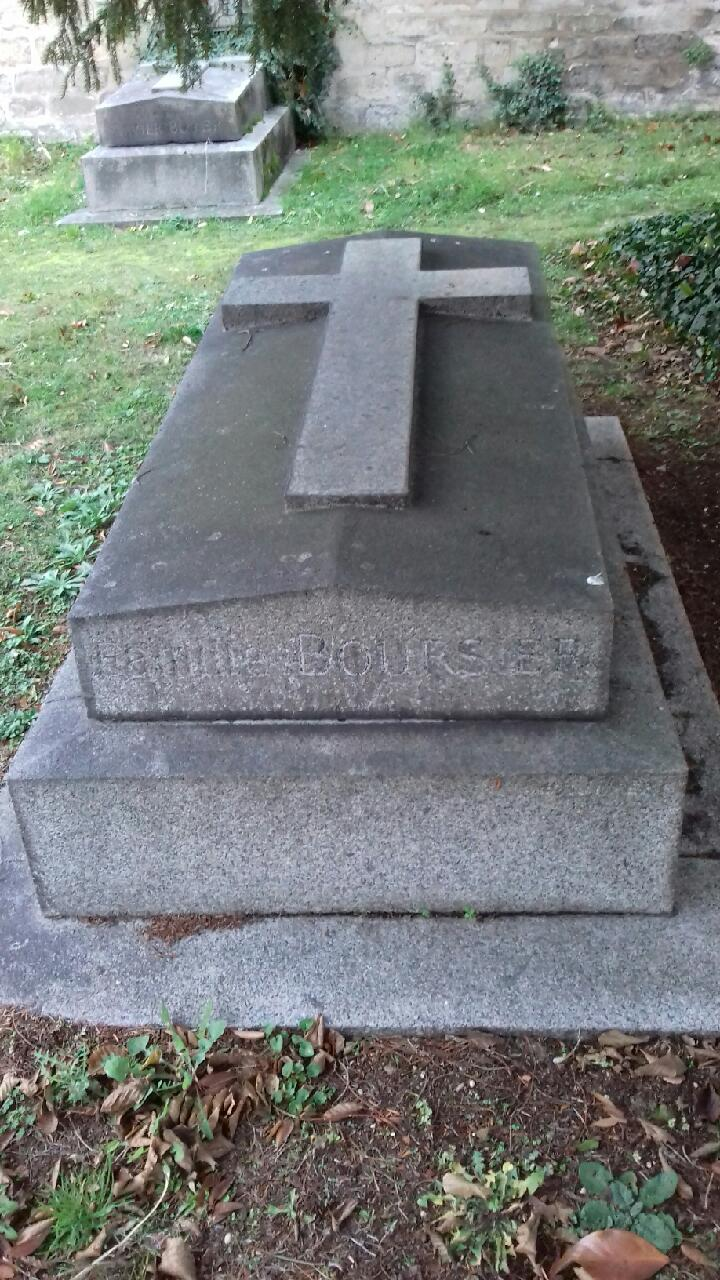
Léon Boursier. Courbevoie, Ancien cimetière.
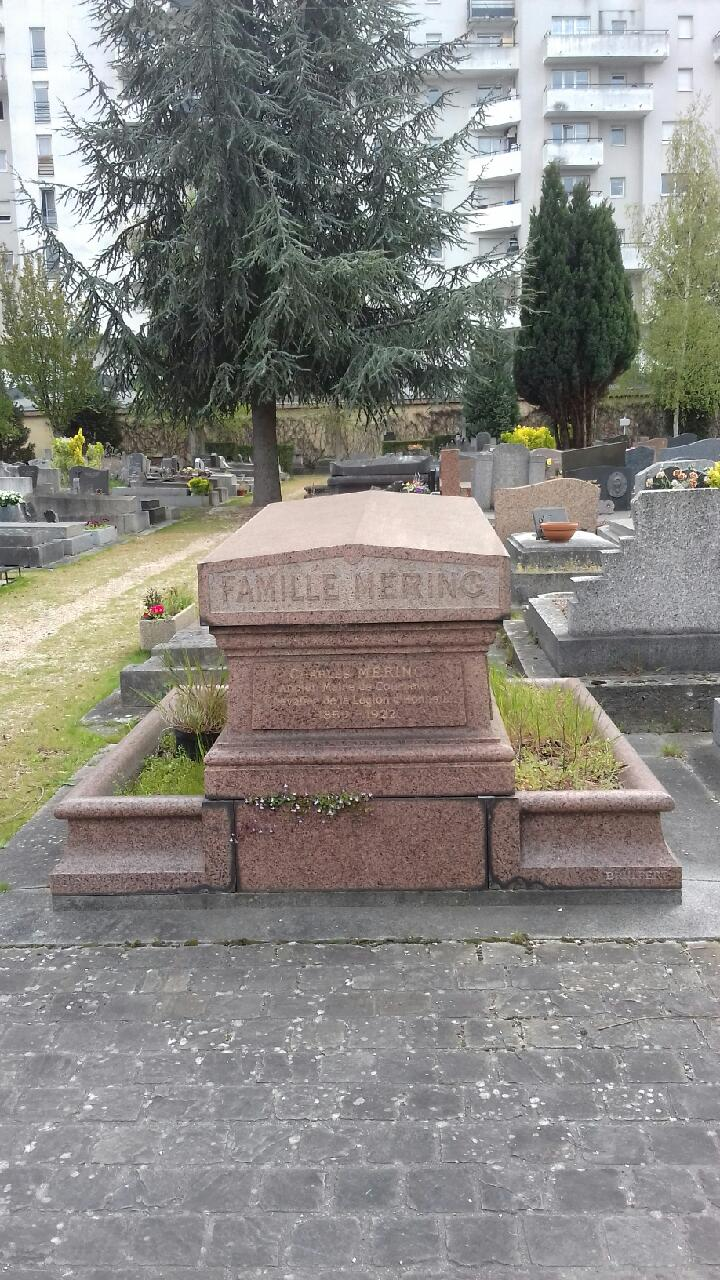
Charles Méring. Courbevoie, Fauvelles, division O.
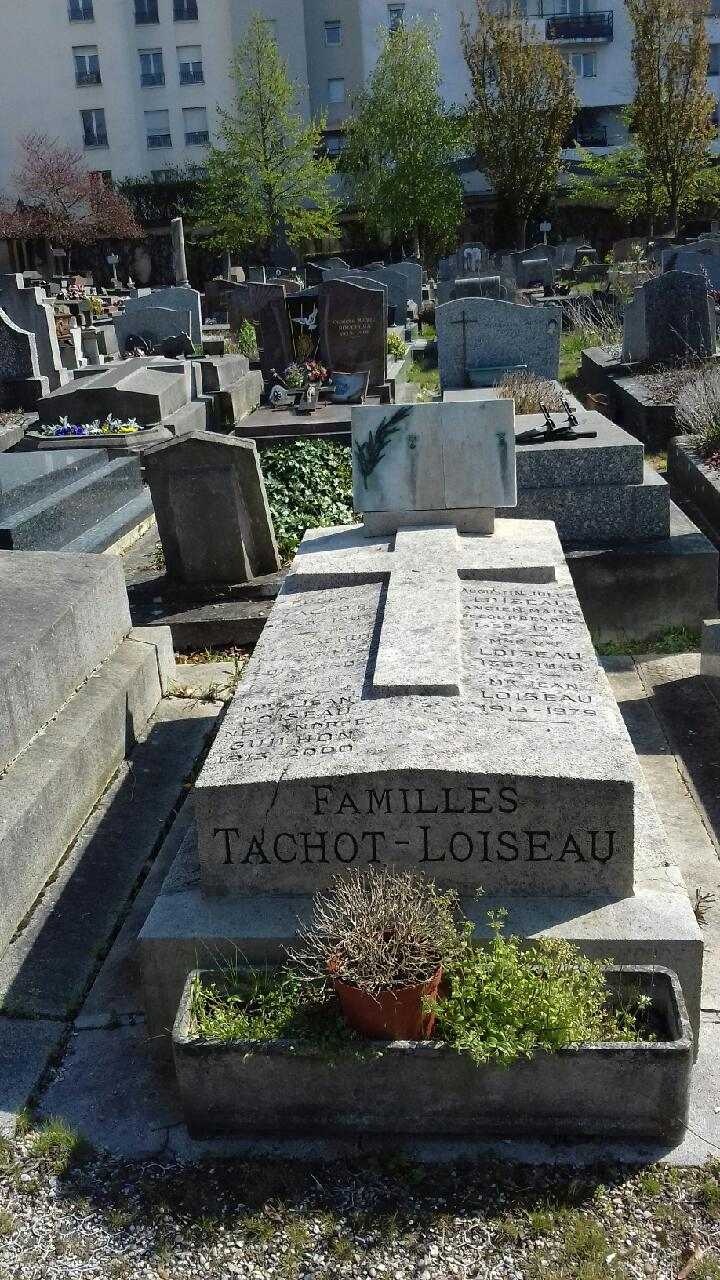
Augustin Loiseau. Courbevoie, Fauvelles, division P.
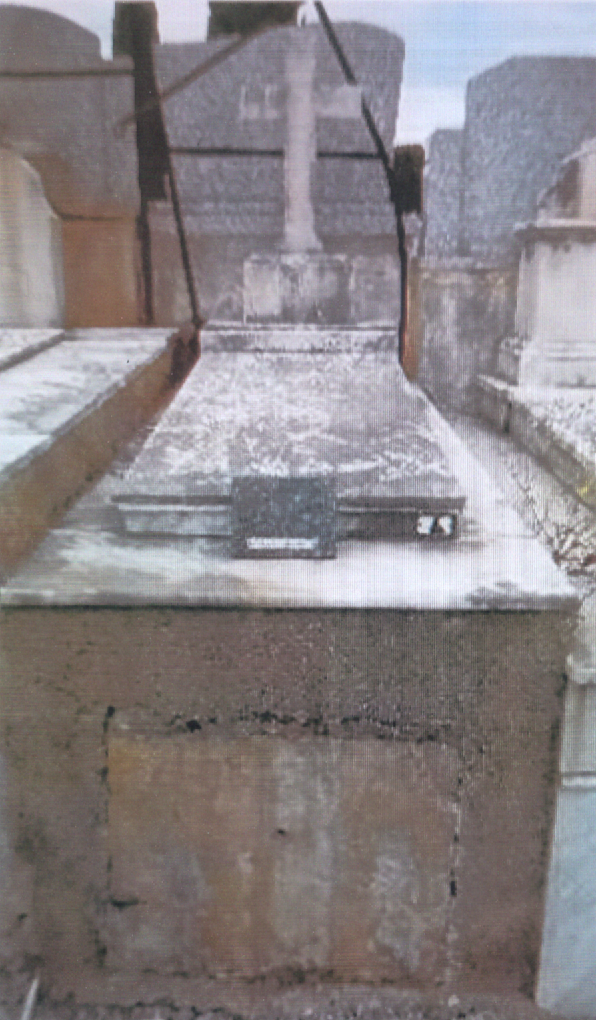
Honoré Victor. Fréjus, Saint-Léonce, section A.
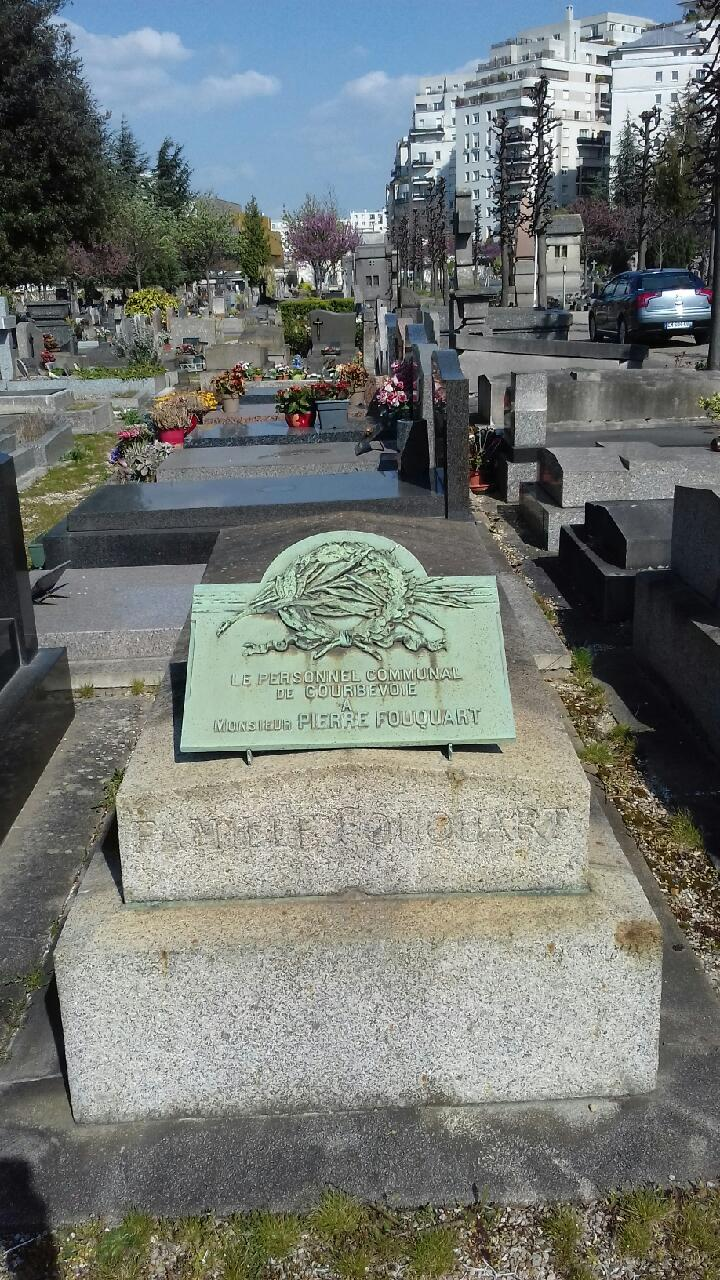
Pierre Fouquart. Courbevoie, Fauvelles, division D.
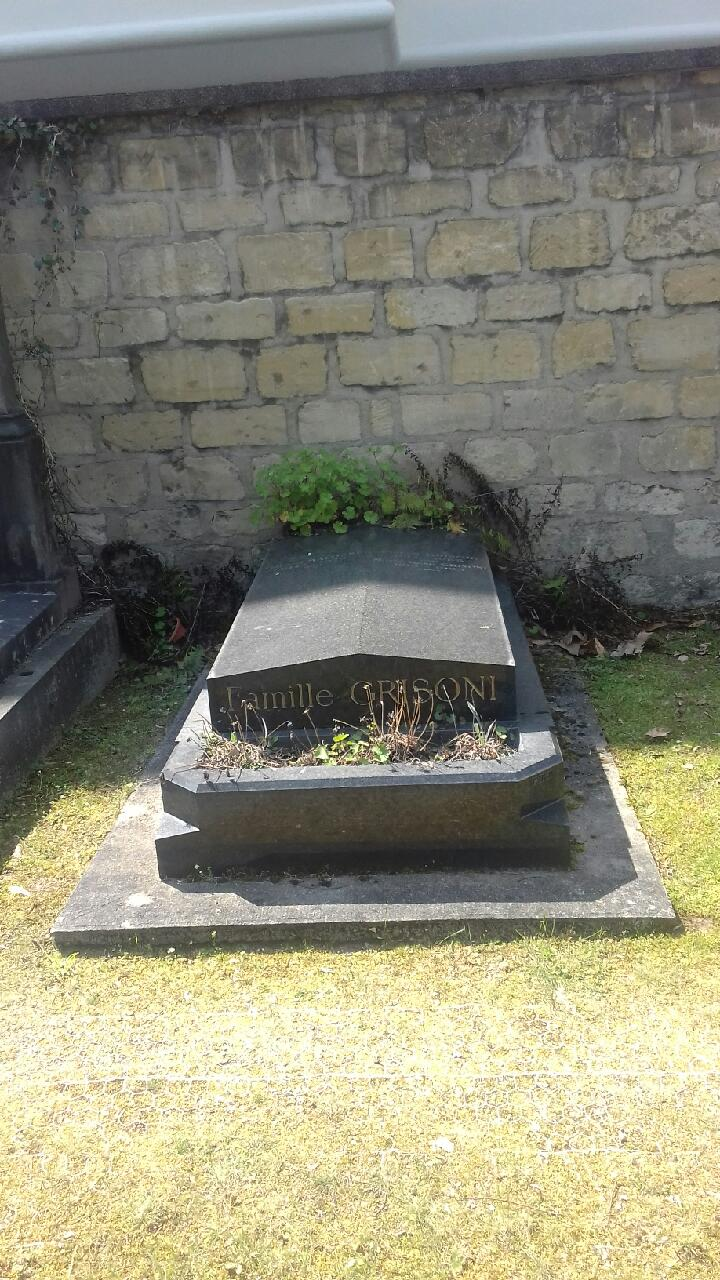
André Grisoni. Courbevoie, Ancien cimetière.
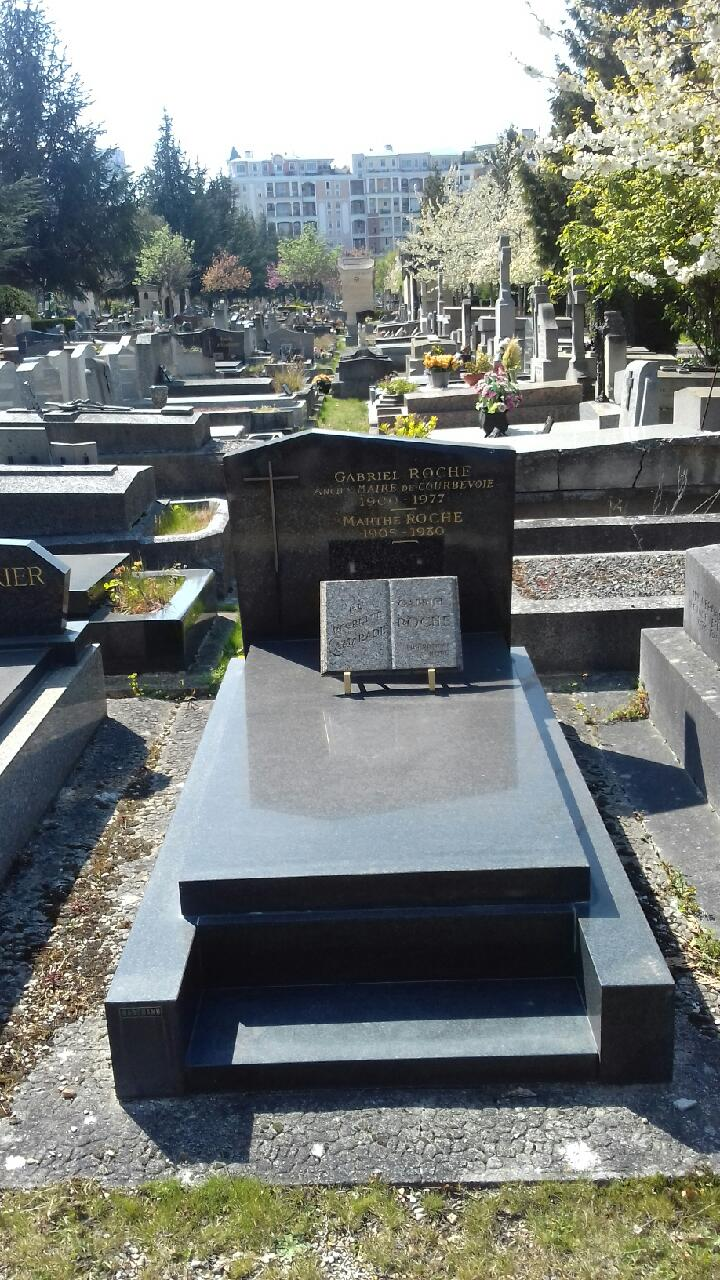
Gabriel Roche. Courbevoie, Fauvelles, division S.
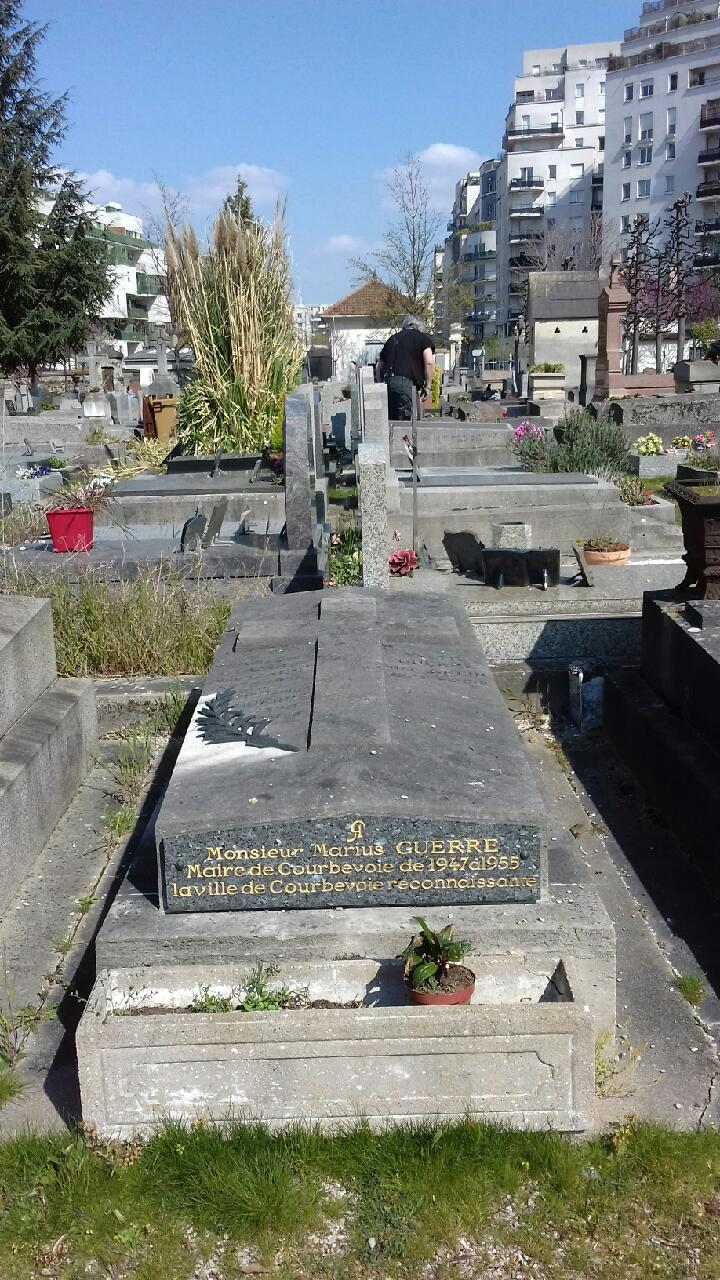
Marius Guerre. Courbevoie, Fauvelles, division U.
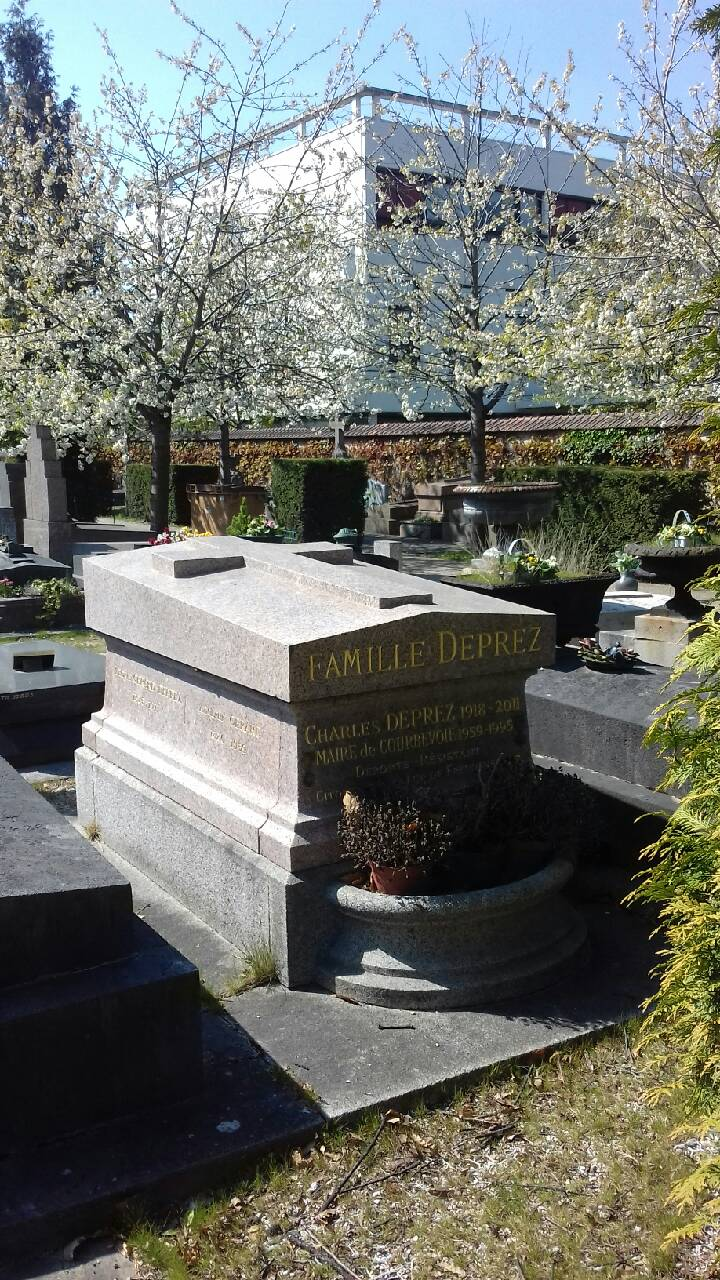
Charles Deprez. Courbevoie, Fauvelles, division R.

- Charles
Méring.
Courbevoie,
Fauvelles,
division O.
- Augustin
Loiseau.
Courbevoie,
Fauvelles,
division P.
- Honoré Victor.
Fréjus,
Saint-Léonce,
section A.
- Pierre
Fouquart.
Courbevoie,
Fauvelles,
division D.
- André
Grisoni.
Courbevoie,
Ancien cimetière.
- Gabriel Roche.
Courbevoie,
Fauvelles,
division S.
- Marius
Guerre.
Courbevoie,
Fauvelles,
division U.
- Charles
Deprez.
Courbevoie,
Fauvelles,
 division R.

## Pour approfondir